# Rubioideae

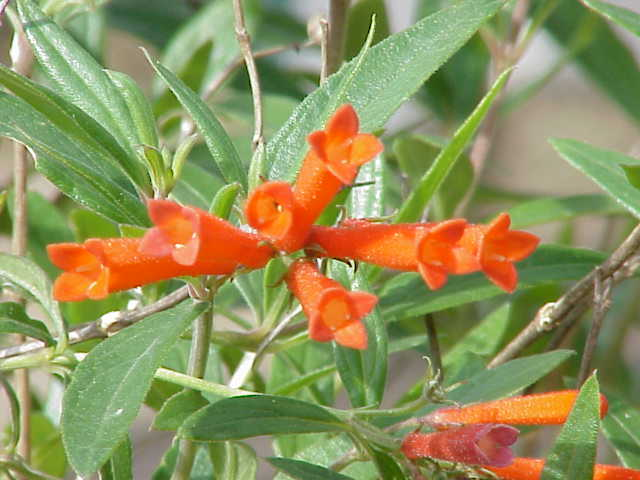
Bouvardia ternifolia.

Rubioideae é uma subfamília de plantas com flor da família Rubiaceae que agrupa cerca de 7600 espécies, distribuídas por 26 tribos.

## Tribos
A subfamília Rubioidea inclui as seguintes tribos:
- Anthospermeae Cham. & Schltdl. ex DC.
- Argostemmateae Bremek. ex Verdc.
- Colletoecemateae Rydin & B.Bremer
- Coussareeae Hook.f.
- Craterispermeae Verdc.
- Cyanoneuroneae Razafim. & B.Bremer
- Danaideae B.Bremer & Manen
- Dunnieae Rydin & B.Bremer
- Gaertnereae Bremek. ex S.P.Darwin
- Knoxieae Hook.f.
- Lasiantheae B.Bremer & Manen
- Mitchelleae Razafim. & B.Bremer & Manen
- Morindeae Miq.
- Ophiorrhizeae Bremek. ex Verdc.
- Paederieae DC.
- Palicoureeae Robbr. & Manen
- Perameae Bremek. ex S.P.Darwin
- Prismatomerideae Y.Z.Ruan
- Psychotrieae Cham. & Schltdl.
- Putorieae
- Rubieae Baill.
- Schizocoleeae Rydin & B.Bremer
- Schradereae Bremek.
- Spermacoceae Cham. & Schltdl. ex DC.
- Theligoneae Wunderlich ex S.P.Darwin
- Urophylleae Bremek. ex Verdc.